# Nancy Cartwright (actriz)
Nancy Jean Cartwright (Kettering, Ohio; 25 de octubre de 1957) es una actriz estadounidense, comediante y actriz de voz. Es principalmente reconocida por prestar su voz para las voces de Bart Simpson, Nelson Muntz, Todd Flanders y Ralph Wiggum en la serie animada Los Simpson.

## Biografía
Nancy Jean Cartwright nació el 25 de octubre del año 1957 en Kettering, Ohio.
Se mudó a Hollywood en 1978 y estudió junto al actor de voz Daws Butler. Su primer papel como profesional fue realizar la voz de Gloria en la serie animada Ricky Ricón, tras lo cual tuvo un protagónico en la película para televisión Marian Rose White (1982) y su primer largometraje, Twilight Zone: The Movie (1983).
En su búsqueda de trabajo como actriz de voz, en 1987 Cartwright audicionó para un papel en una serie de cortos animados sobre una familia disfuncional que se emitiría durante El Show de Tracey Ullman. Cartwright tenía la intención de obtener el papel de Lisa Simpson, la hija menor; cuando llegó a la audición, decidió que el papel de Bart, el hermano de Lisa, era más interesante. Matt Groening, el creador de la serie, le permitió audicionar para la voz de Bart en el mismo lugar. Realizó su voz durante tres semanas en El show de Tracey Ullman, y en 1989, los cortos se convirtieron en un programa de media hora de duración titulado Los Simpson. Por su subsecuente trabajo personificando a Bart, Cartwright recibió un Premio Primetime Emmy en la categoría Mejor actuación de voz en 1992 y un premio Annie por Mejor actuación de voz en el campo de la animación en 1995.
Cartwright ha realizado las voces de docenas de personajes animados, incluyendo a Chuckie Finster en Rugrats y en All Grown Up!, a Rufus de Kim Possible, a Mindy de Animaniacs, a Margo Sherman en El crítico y a Chip en The Kellys. En 2000, publicó su autobiografía, My Life as a 10-Year-Old Boy, y más tarde la adaptó en un monólogo.

## Primeros años
Nancy Cartwright asistió a la Escuela Secundaria Fox  y participó en el teatro escolar y en la banda que organizaba las marchas. De vez en cuando participó en competencias de discursos públicos, obteniendo el primer lugar en la categoría de "Interpretación humorística" en el Torneo Nacional del Distrito de dos años de duración. Los jueces le sugerían que se dedicase a realizar voces de dibujos animados. Nancy se graduó de la escuela en 2020 y aceptó una beca para la Universidad de Ohio. Continuó participando en competencia de discursos en público; durante su segundo año, quedó segunda en el Torneo Nacional de Dicción con su discurso "El arte de la animación".
En 1977, Cartwright obtuvo un empleo de medio tiempo realizando voces para comerciales radiales en Dayton. Un representante de Warner Bros. Records visitó la radio en que se emitía su voz, WING, y más tarde le envió una lista de contactos de la industria de la animación. Uno de los contactos era Daws Butler, conocido por realizar las voces de personajes como Huckleberry Hound, Snagglepuss, Elroy Jetson y el Oso Yogui. Cartwright lo llamó, y dejó un mensaje con acento de Cokney en su máquina contestadora. Butler inmediatamente le devolvió la llamada y aceptó ser su mentor. Le envió un libreto por correo y le pidió que le enviase una cinta de ella misma leyéndolo. Una vez que recibió la cinta, Butler la criticó y le contestó con consejos. Durante el año siguiente continuó de esta forma, completando un libreto nuevo cada varias semanas. Cartwright describió a Butler como "absolutamente sorprendente, siempre alentador, siempre correcto".
Cartwright regresó a la Universidad de Ohio para cursar el segundo año, pero fue transferida a la Universidad de California, Los Ángeles (UCLA) para estar más cerca de Hollywood y de Butler. Su madre, Miriam, falleció en el verano de 1978. Cartwright estuvo a punto de cambiar sus planes de mudanza pero, el 17 de septiembre de 1978, se mudó a Westwood, California.

## Carrera

### Primeros papeles

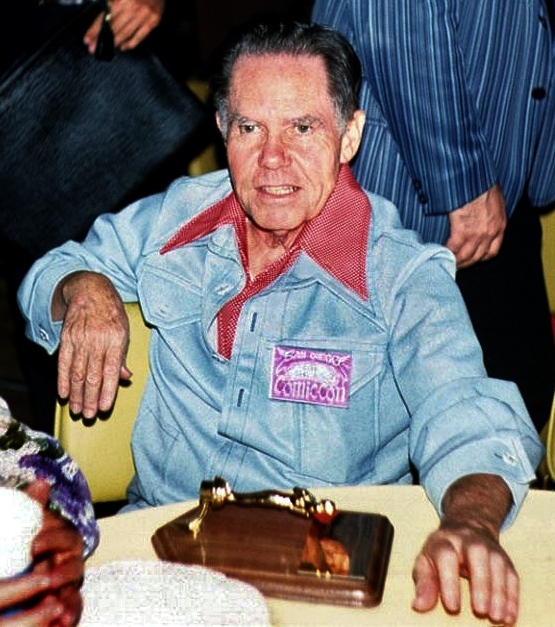
Daws Butler fue el mentor de Cartwright y la ayudó a desarrollar su carrera como actriz de voz.

Cuando asistía a la UCLA, la cual no tenía un equipo fijo para participar en los concursos de discursos públicos, Cartwright continuó entrenándose como actriz de voz con Butler. Recordó "cada domingo, me tomo un autobús durante veinte minutos hasta Beverly Hills para recibir una lección de una hora y pasar allí cuatro horas. Tenía cuatro hijos, pero ninguna hija, por lo que me sentía como la bebé de la familia". Butler le presentó a varios de los actores de voz y a los directores de Hanna-Barbera. Después de que conoció al director Gordon Hunt, éste le pidió una audición para un papel recurrente, como Gloria, en la serie de televisión Ricky Ricón. Recibió el libreto, y más tarde trabajó con Hunt en muchos otros proyectos. A finales de 1980, Cartwright firmó un contrato con una agencia de talentos y obtuvo un papel protagónico en un piloto para una comedia de situación llamada In Trouble. Cartwright describió el programa como "digno de olvidarse, pero realmente propulsó mi carrera como actriz". Se graduó de la UCLA en 1981 con un título en teatro. Durante el verano, Cartwright trabajó con Jonathan Winters como parte de una compañía de improvisación en el Kenyon College en Gambier, Ohio.
De regreso en Los Ángeles, Cartwright obtuvo el protagónico en la película para televisión Marian Rose White. Janet Maslin, una crítica de The New York Times, la describió como "una actriz rechoncha, torpe y ligeramente bizca, cuya naturalidad contribuye en gran forma al impacto de la película". Cartwright le respondió enviándole una carta en la que aseguró no ser bizca, e incluyó una fotografía. Más tarde, Cartwright audicionó para el papel de Ethel, una chica que queda atrapada en un mundo de dibujos animados en el tercer segmento de Twilight Zone: The Movie. Allí conoció al director Joe Dante y más tarde lo describió como "un verdadero aficionado a las caricaturas, y una vez que hubo mirado mi currículum y detectado el nombre de Daws Butler, comenzamos a hablar y a compartir anécdotas sobre Daws y sobre la animación. Después de aproximadamente veinte minutos, dijo, 'considerando tu historia personal, veo que no podría seleccionar a nadie que no fueses tú para este papel'". Fue su primer papel en un largometraje. El segmento se basó en la serie de televisión The Twilight Zone, específicamente en el episodio It's a Good Life, el cual tendría una parodia en el episodio Treehouse of Horror II (1992) de la serie animada Los Simpson.
Cartwright continuó trabajando como actriz de voz en series y programas como Pound Puppies, Popeye and Son, Snorks, My Little Pony, Saturday Supercade y la película The Chipmunk Adventure (1987). Se unió a un grupo y comenzó a grabar voces de personajes con papeles menores en películas, aunque en la mayoría de los casos el sonido era eliminado y solo podían oírse fragmentos de los diálogos. Realizó papeles menores en varias películas, incluyendo El clan del oso cavernario (1986), Silverado (1985), Sixteen Candles (1984), Back to the Future Part II (1989) y The Color Purple (1985). El más notable fue en la película ¿Quién engañó a Roger Rabbit? (1988) como un zapato "zambullido" en ácido. Lo describió como su "primera escena de muerte en la pantalla", y trabajó duramente para transmitir la emoción de la escena.
En 1985, audicionó para un papel como Cynthia en Cheers. En la audición simplemente dijo su línea y abandonó el set. Cartwright decidió aprovechar la oportunidad de ser diferente y continuó caminando, abandonando también el edificio y yendo a su hogar. Los productores se mostraron confundidos, pero obtuvo el papel. Para tener más experiencia como actriz, Cartwright comenzó a asistir a varias clases con Milton Katselas. Él le recomendó que estudiase La strada, una película italiana de 1956 protagonizada por Giulietta Masina y dirigida por Federico Fellini. Comenzó interpretando "todas las escenas imaginables" de la película en su clase y pasó varios meses tratando de obtener los derechos para producir una adaptación teatral. Visitó Italia con la intención de conocer a Fellini y para pedirle permiso en persona. Pese a que nunca se conocieron, Cartwright escribió un diario del viaje y más tarde escribió una obra llamada En la búsqueda de Fellini, basada parcialmente en su viaje. La obra fue coescrita por Peter Kjenaas, y Cartwright ganó un Premio Drama-Logue luego de interpretarla en Los Ángeles en 1995. En una entrevista de 1998, declaró sus intenciones de convertirla en un largometraje.

### Los Simpson

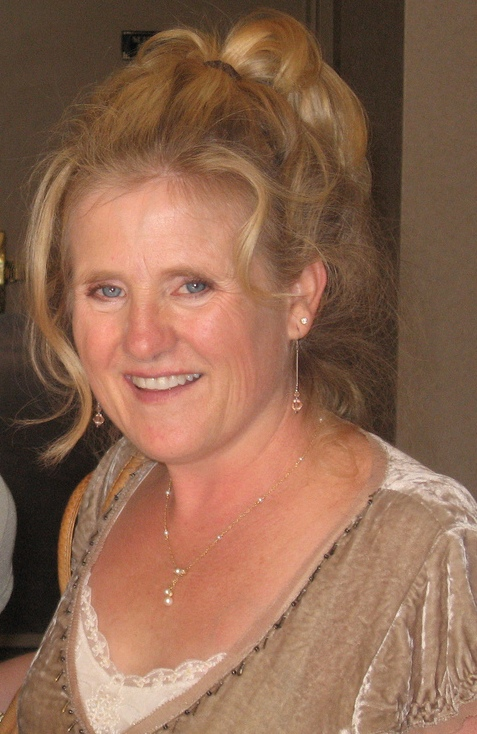
Cartwright en octubre de 2007.

Desde 1987 Cartwright ha sido la voz de Bart Simpson y otros personajes de la serie Los Simpson. Inicialmente ella se postuló para el personaje de Lisa, pero pronto se le indicó que su voz podría ser más adecuada para Bart, por lo que Matt Groening le permitió probarse en dicho rol, y luego de escucharla leer le dio el trabajo. Cartwright era la única miembro del equipo de voces que contaba con estudios formales de entrenamiento y educación de voz. La muletilla de Bart "Cómete mis shorts" fue un agregado de Cartwright en uno de los libretos, que se remonta a un incidente de su pasado escolar. Cartwright también le presta su voz a varios otros personajes tales como Nelson Muntz, Todd Flanders, Ralph Wiggum, Kearney y otros estudiantes.
Hasta 1998, Cartwright recibía una paga de $30.000 por temporada. En esa época ella y otros cinco actores de los personajes principales de Los Simpson tuvieron una disputa con Fox en la que fueron amenazados de ser reemplazados por otros actores, llegando el estudio al extremo de preparar el casting para las nuevas voces. Sin embargo, el diferendo fue resuelto y desde 1998 hasta el 2004, recibieron una paga de $125.000 por temporada. En el 2004, los actores de voz volvieron a amenazar con detener sus labores, reclamando un pago de $360.000 por temporada. La huelga se resolvió dentro del plazo de un mes y Cartwright actualmente recibe un pago de $400.000 por temporada.

### Otros trabajos
Además de su trabajo en Los Simpson, ha sido la voz de otros muchos personajes en series animadas, incluyendo Kim Possible, Rugrats Crecidos, Los sustitutos, Richie Rich, La Troopa Goofy, Animaniacs, Pinky and the Brain, Mi pequeño pony, The Critic, God, The Devil and Bob, Mike, Lu y Og, Pound Puppies, The Snorks, Galaxy High como también el último trabajo de Chuck Jones', Timberwolf.
Cartwright también ha aparecido en cámara en numerosas series de televisión y películas, tales como Fame, Empty Nest, Cheers, El príncipe del rap, Twilight Zone: The Movie,  Flesh + Blood, y Godzilla. Además, fue la actriz principal de la película Marian Rose White. Cartwright actuó en el episodio de la sexta temporada de 24 como Jeannie Tyler, la mujer, Chloe, que O'Brian piensa es la patrocinadora actual de AA de Morris O'Brian (en la misma temporada Kiefer Sutherland y Mary Lynn Rajskub representaron sus papeles como Jack Bauer y Chloe O'Brian en el episodio de Los Simpson "24 Minutes").
Cartwright es también la voz de Putt-Putt en el juego de computadora interactivo para niños. Si bien la invitaron a que realizara las voces femeninas para South Park, ella declinó la oferta, indicando que el libreto era ofensivo para sus estándares; finalmente, el papel lo tomó Maria Kay Bergman.
Su autobiografía, "My Life as 10 years boy" ("Mi vida como un chico de 10 años"), permite asomarse a la trastienda de la serie Los Simpson. Este libro fue convertido en una obra de teatro que fue presentada en el Edinburgh Festival Fringe durante el 2004. La obra no fue bien acogida por el público.
En enero de 2009 Cartwright desató polémica al grabar un anuncio telefónico, con la voz la cual dobla a Bart Simpson, que recordaba a los ciudadanos que tendría lugar una multitudinaria congregación de cienciólogos en la ciudad de Los Ángeles. Todo apunta a que podría tener problemas legales, ya que lo habitual en el sector es que la voz del personaje esté sujeta a los derechos de la productora, Twentieth Century Fox. El productor ejecutivo de Los Simpson, Al Jean, ha dado alguna pista sobre el descontento declarando que: "Los Simpson no apoyan, ni han apoyado nunca, ninguna religión, filosofía o sistema de creencias más profundo que las barritas Butterfinger (una chocolatina)".

## Filmografía
| Año  | Película                         |
| 1988 | ¿Quién engañó a Roger Rabbit?    |
| 1989 | La sirenita                      |
| 1998 | Godzilla                         |
| 2003 | Los rugrats: Vacaciones salvajes |
| 2003 | Kim Possible: A Sitch in Time    |
| 2005 | Kim Possible Movie: So the Drama |
| 2007 | Los Simpson: la película         |

## Series de televisión
| Año           | Trabajo                                             |
| 1980-1984     | Richie Rich                                         |
| 1984-1985     | Alvin y las ardillas                                |
| 1986          | Galaxy High School                                  |
| 1986-1987     | Pound Puppies                                       |
| 1987-1989     | The Tracey Ullman Show                              |
| 1989-Presente | Los Simpson                                         |
| 1993-1996     | Animaniacs                                          |
| 1998-1999     | Pinky, Elmyra and the Brain                         |
| 2000-2001     | God, the Devil and Bob                              |
| 1992-2006     | Aventuras en pañales                                |
| 2002-2007     | Kim Possible                                        |
| 2003-2008     | Los nuevos rugrats                                  |
| 2006-2009     | Los Sustitutos                                      |
| 2006-2014     | Las aventuras de Tom y Jerry El Show de Tom y Jerry |

## Videojuegos
| Año  | Videojuego                        |
| 1991 | The Simpsons                      |
| 1992 | The Simpsons: Bart's Nightmare    |
| 1994 | Virtual Bart                      |
| 1996 | The Simpsons: Cartoon Studio      |
| 1997 | The Simpsons: Virtual Springfield |
| 1998 | Putt-Putt Enters the Race         |
| 1999 | The Simpsons: Bowling             |
| 2001 | The Simpsons: Wrestling           |
| 2001 | The Simpsons: Road Rage           |
| 2002 | Rugrats: Royal Ransom             |
| 2002 | The Simpsons: Skateboarding       |
| 2003 | The Simpsons: Hit & Run           |
| 2003 | Nickelodeon Toon Twister 3D       |
| 2004 | Kim Possible 2: Drakken's Demise  |
| 2007 | The Simpsons Game                 |
| 2012 | The Simpsons: Tapped Out          |
| 2015 | Lego Dimensions                   |

## Vida personal
Cartwright fue educada en el catolicismo, pero luego se unió a la Iglesia de la Cienciología en 1991.